# Motorhispania
Motorhispania è una casa motociclistica spagnola con sede a Siviglia, specializzata nella produzione di motociclette di piccola e media cilindrata. Fondata nel 1948 dall’imprenditore italo-spagnolo Óscar Ravá, l’azienda ebbe origine grazie a un accordo di licenza con la casa italiana Moto Guzzi, che permise la produzione su suolo iberico di alcuni modelli del marchio comasco.

## Storia
Negli anni immediatamente successivi alla guerra civile spagnola, la Spagna di Francisco Franco manteneva forti restrizioni all’importazione di prodotti stranieri. Ravá, industriale di origini piemontesi residente a Siviglia, ottenne da Moto Guzzi i diritti per costruire e commercializzare in Spagna versioni su licenza di alcuni modelli italiani.
Il primo modello prodotto fu la Moto Guzzi 65, popolarmente nota come Motoguzzino, che riscosse un notevole successo sul mercato iberico grazie ai bassi consumi e alla semplicità di utilizzo. La collaborazione con Moto Guzzi proseguì per diversi anni, fino a quando Motorhispania iniziò a sviluppare una propria gamma di motociclette indipendenti, orientandosi verso le piccole cilindrate per uso urbano e giovanile.  
Durante gli anni Ottanta e Novanta, l’azienda consolidò la propria posizione con modelli da 50 e 125 cm³, tra cui enduro, supermotard e naked, spesso dotati di motori Minarelli.  

## Produzione e modelli
Motorhispania si è distinta nella fascia delle cilindrate leggere, in particolare con:
- Furia – sportiva 50 cm³ a due tempi, simbolo degli anni Novanta.
- Ryz – disponibile in versioni Enduro e Supermotard, con motore da 50 o 125 cm³.
- RX – modello fuoristradistico.
- CR – naked urbana di piccola cilindrata.

## Collaborazioni
- Moto Guzzi: licenza produttiva dal 1948, da cui ebbe origine l’azienda.
- Minarelli e Yamaha: fornitori di motori a due tempi e quattro tempi per le piccole cilindrate successive.

## Situazione attuale
Con la crescente concorrenza asiatica negli anni Duemila, Motorhispania ha progressivamente ridotto la produzione, pur restando un marchio importante nella storia motociclistica spagnola. La sua eredità è legata soprattutto al ruolo di ponte tra l’industria italiana e quella iberica del dopoguerra.  